# Kolkas pagasts
Kolkas pagasts er en territorial enhed i Dundagas novads i Letland. Pagasten etableredes i 1945, havde 1.120 indbyggere i 2010 og 966 indbyggere i 2016 og omfatter et areal på 116,90 kvadratkilometer. Hovedbyen i pagasten er Kolka.